# Jonny Rödlund
Jonny Rödlund (ur. 22 grudnia 1971 w Skerike) – szwedzki piłkarz grający na pozycji pomocnika.

## Kariera klubowa
Karierę juniorską rozpoczął w 1986 w Skiljebo SK. W 1987 grał w Västerås SK. Jeszcze w tym samym roku trafił do Anderlechtu. W 1988 przeniósł się do Manchesteru United. W 1989 podpisał pierwszy profesjonalny kontrakt – z IFK Norrköping. Z tą drużyną wywalczył mistrzostwo kraju w 1989 i puchar kraju w 1991. W 1994 trafił do BK Häcken, ale jeszcze w tym samym roku wrócił do Västerås SK. W 1995 reprezentował Degerfors IF, a od 1995 do 1997 grał w Sportingu Braga. W latach 1997–1999 ponownie grał w Västerås SK, dla którego w całej karierze zdobył 12 goli w 73 meczach. W 1999 wyjechał do Niemiec, a konkretnie do drugoligowego Energie Cottbus. W sezonie 1999/2000 zdobył 3 bramki w 14 meczach, a klub awansował do Bundesligi. W ekstraklasie niemieckiej w sezonie 2000/2001 Rödlund zagrał w 7 spotkaniach, ale nie strzelił ani jednego gola. W 2001 trafił do chińskiego Beijing Guo’an. W kwietniu 2002 wrócił do Szwecji – rozpoczął występy dla Enköpings SK. Grał w tym klubie do 2004, po czym przeniósł się do Skiljebo SK, gdzie w 2007 zakończył karierę.

## Kariera reprezentacyjna
Rödlund reprezentował Szwecję na igrzyskach w 1992. Zagrał w 4 meczach i zdobył 2 gole.
Występował też w reprezentacji Szwecji do lat 21, z którą zajął drugie miejsce na mistrzostwach Europy do lat 21 w 1992 oraz seniorskiej reprezentacji kraju, dla której zagrał w dwóch meczach – 14 lutego 1990 z ZEA i 2 lutego 1992 z Australią.

## Kariera trenerska
W październiku 2007 objął posadę szkoleniowca czwartoligowego Syrianska IF. Doprowadził ten klub do trzeciej ligi, lecz w listopadzie 2008 odszedł z drużyny. W tym samym miesiącu został trenerem Irsta IF. W październiku 2009 został zatrudniony na stanowisku trenera Skiljebo SK. Z przyczyn osobistych przestał pełnić tę funkcję w sierpniu 2010. W październiku 2015 został trenerem IFK Västerås.

## Życie prywatne
Ma żonę i troje dzieci.